# بلانواز

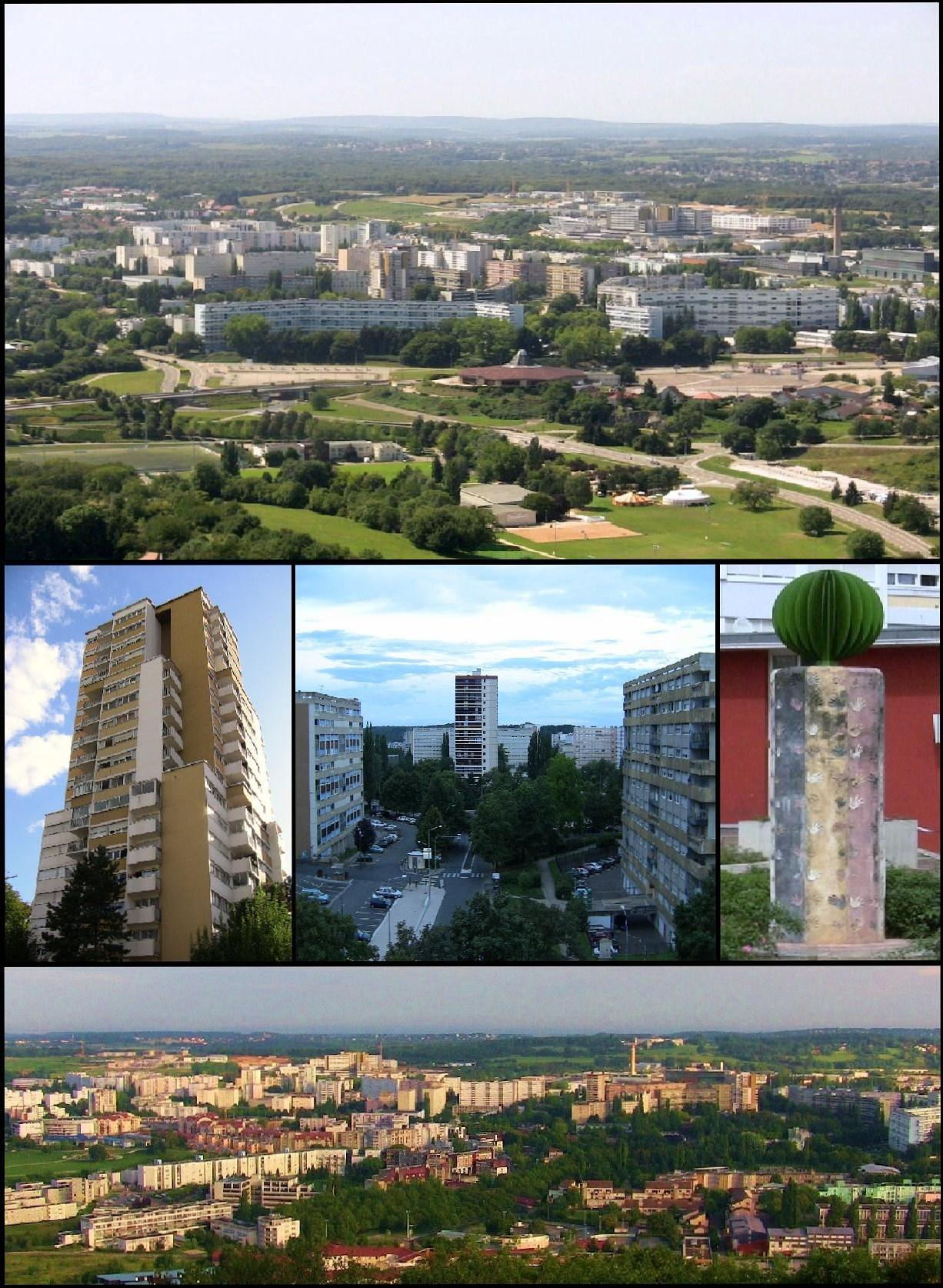

بلانواز (بالفرنسية: Planoise ) هو حي فرنسي من مدينة بيزانسون ( إقليم دوبس) و يقطنه حوالي 22000 نسمة.

## معرض صور

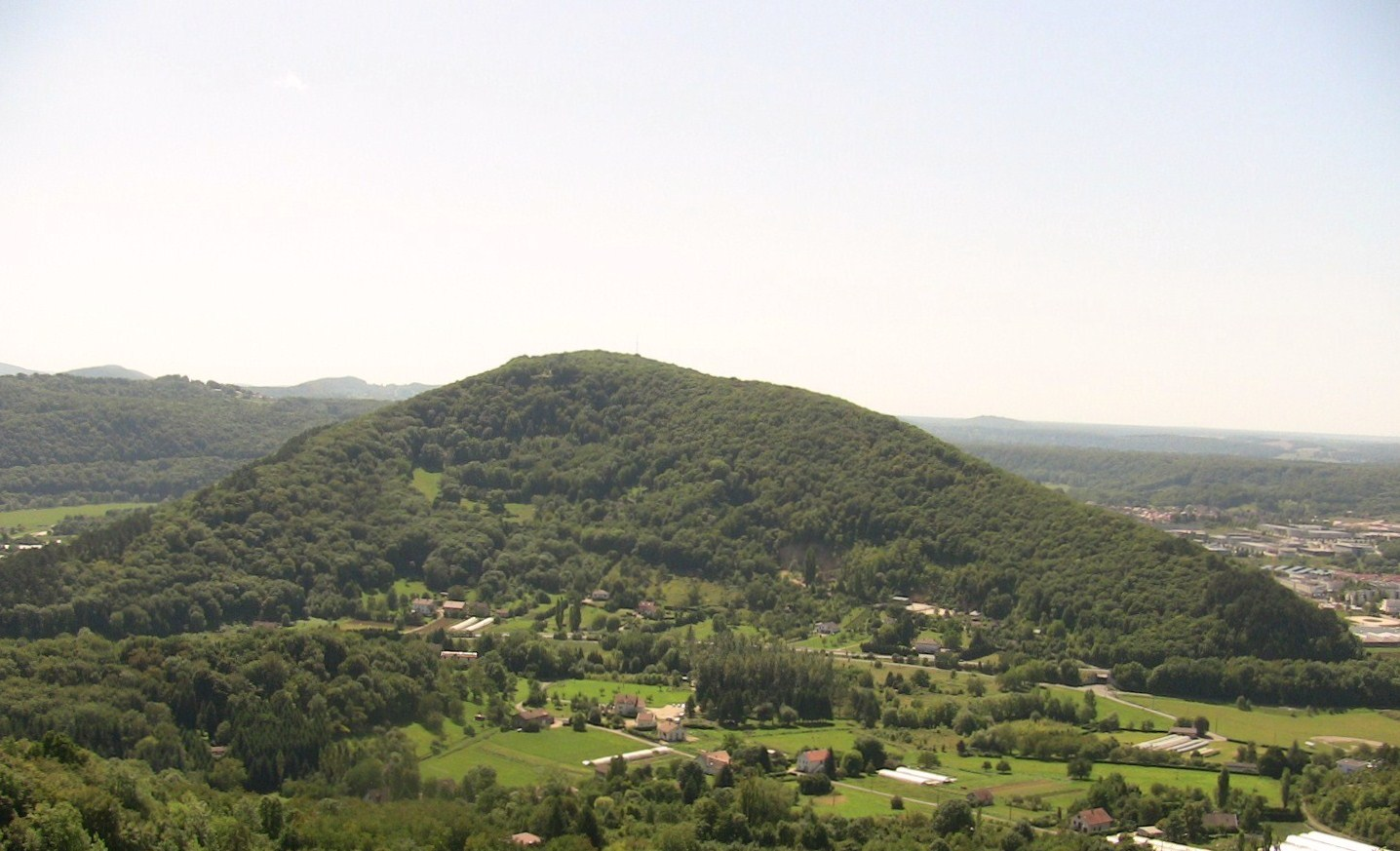
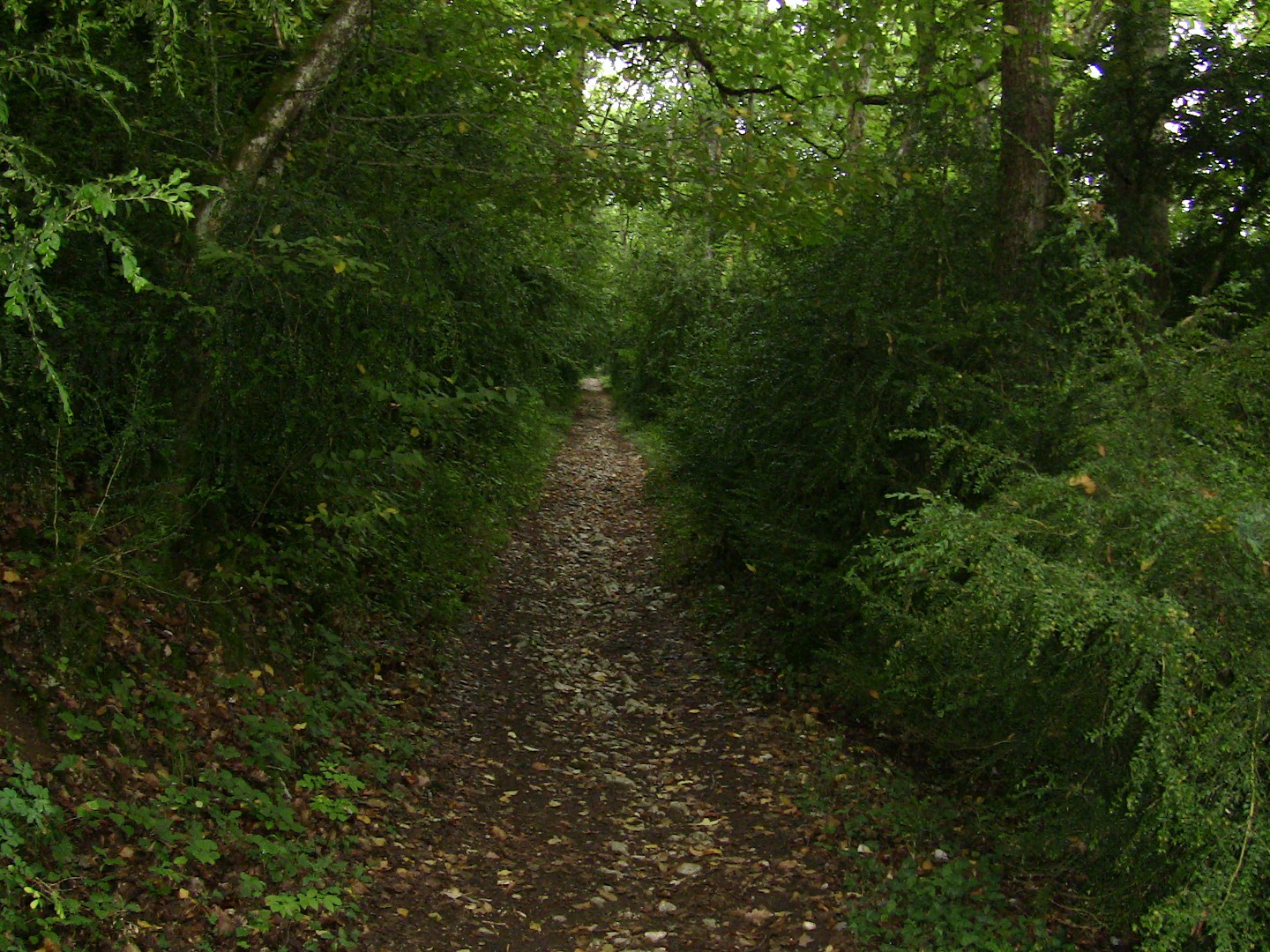
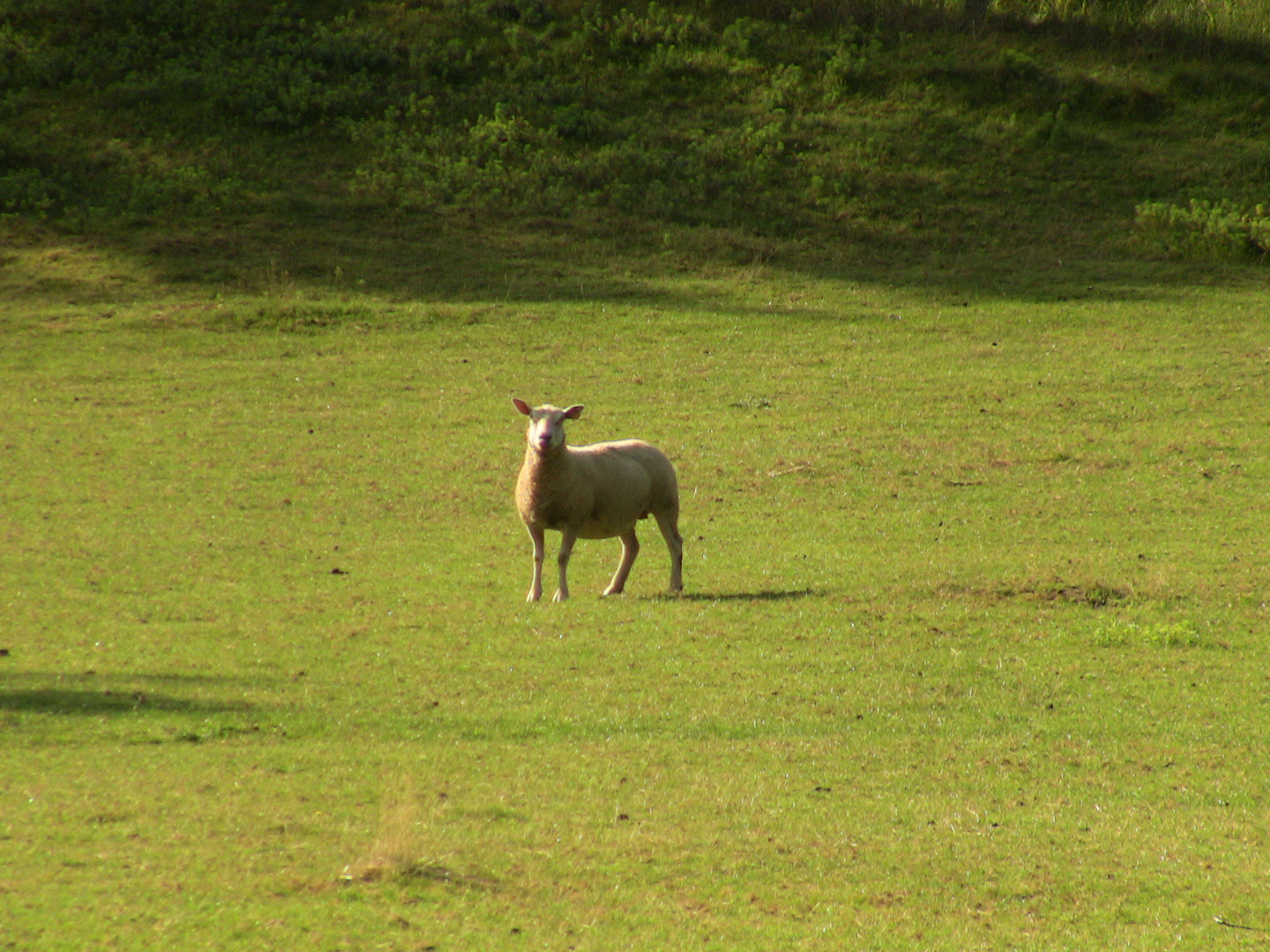
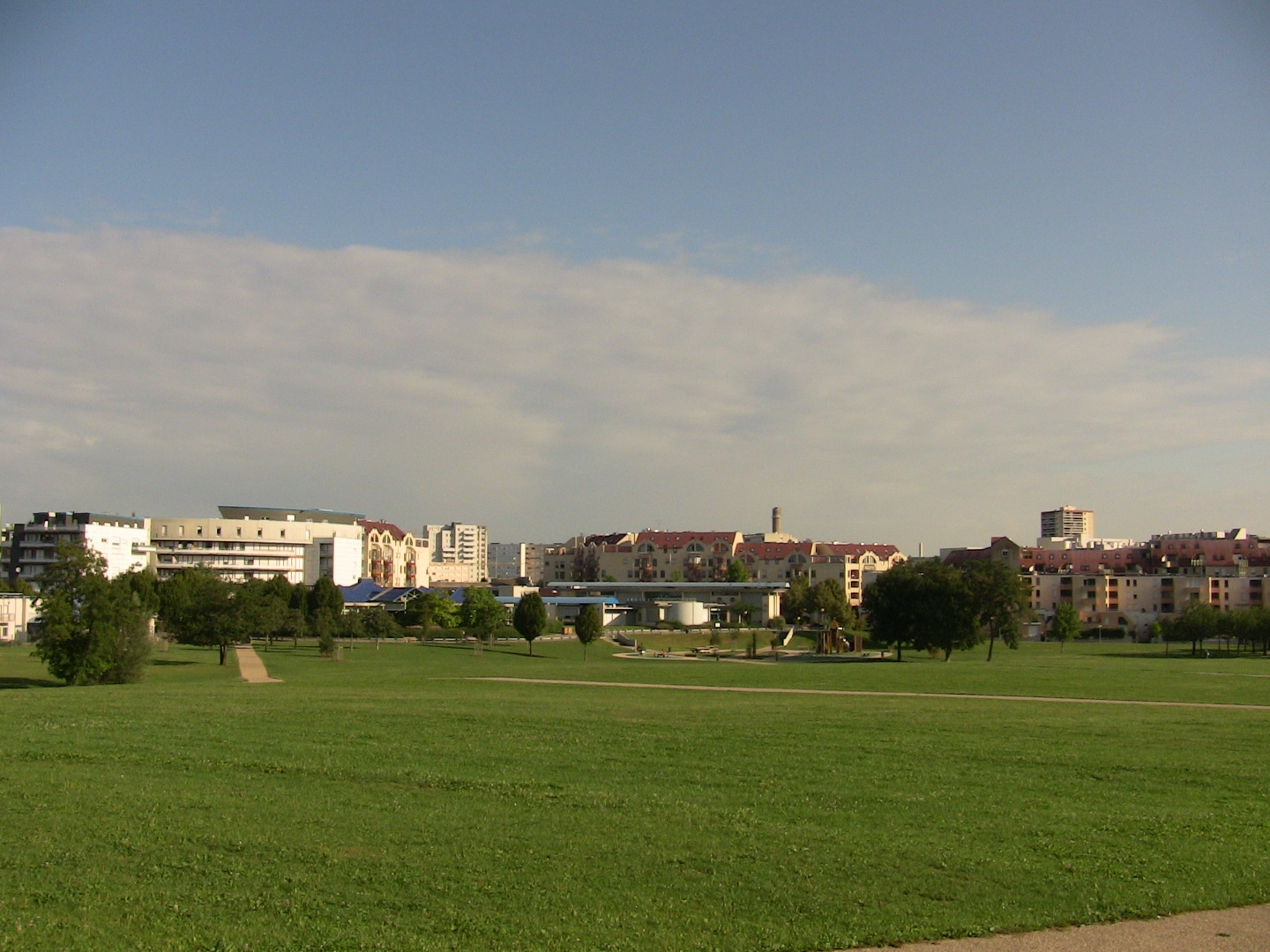